# C.J. & Co.
C.J. & Co. (pour C. J. & Company) est un groupe américain de disco formé en 1977 par Dennis Coffey and Mike Theodore. Après un gros succès avec leur premier single The Devil's Gun, suivi de deux albums au succès éphémère, le groupe se sépare en 1979.

## Discographie

### Albums
- 1977 : Devil's Gun (LP)
- 1978 : Deadeye Dick (LP)

### Singles
- 1977 : Devil's Gun (#36 Billboard Hot 100, #1 Hot Dance Music/Club Play)
- 1978 : Big City Sidewalk